# Șumigu

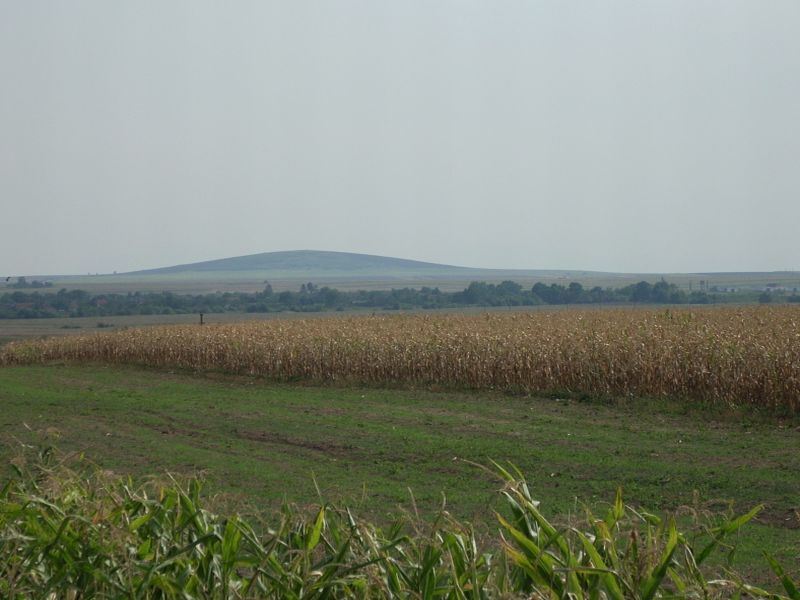
Vulcanul stins Șumigu

Șumigu este un vulcan stins (altitudine 200 metri) aflat în Banat, în apropiere de Gătaia, județul Timiș. 

## Descriere
Este situat pe falia Șanovița - Denta. Jur împrejur se întinde câmpul Moravei, parte a câmpiei colinare a Gătăii. Este format din roci bazaltice, erupte în neozoic. Pe coastele sale se cultivă vița de vie.